# EGG ON TOAST
『EGG ON TOAST』(エッグ・オン・トースト)は、2005年12月10日に発売された久松史奈の2枚目のミニ・アルバム。

## 内容
ヨーロッパで行った自身のロック・バンド「脳嵐」としての活動を経て、インディーズ歌手としての復帰第1弾は『I DOLL』から約6年9ヶ月のオリジナル・アルバム。本作からのソロ作品は完全自作曲に移行となる。

## 収録曲
全作詞・作曲：久松史奈
1. It's My Rock'n Roll
2. Dreamer
3. カルマ
4. MENTAL DIET
5. Guardian Angel
6. SOUL MATE
7. 未来
8. KISS

## 参加ミュージシャン
- 久松史奈 - ボーカル、ギター、ベース、キーボード
  - Hideki Mizue - ドラム
  - 水江慎一郎 - ベース
  - 斉藤律 - ギター
  - D.I.E - キーボード